# 黃氏衛矛
黃氏衛矛（学名：Euonymus huangii）为衛矛科衛矛屬下的一个种。